# Cómics CSI
Los Cómics CSI son historietas tie-in basadas en las series de televisión de la CBS CSI: Crime Scene Investigation, CSI: Miami y CSI: New York. Han sido publicados desde el 2003 hasta la actualidad.
La mayoría han sido publicados por IDW Publishing y han sido escritos por una serie de notables autores, como Jeff Mariotte, Max Allan Collins y Steven Grant. La última historieta fue de estilo manga, escrita por Sekou Hamilton y publicada por TOKYOPOP.

## Historias

### Serial
La primera de las historias principales del cómic de CSI, cuenta como Grissom y su equipo, persiguen a un asesino en serie, inspirado en el famoso asesino Jack el Destripador, que mataba a prostitutas de Las Vegas. Para complicar las cosas, el asesino actúa en el Ripper Mania Festival, una convención de entusiastas y seguidores de Jack el Destripador. Los productores del festival intentan trabajar y ayudar con la policía.

### Dying in the Gutters (Muriendo en las Cunetas)
La historia gira alrededor del asesinato (ficcional) de Rich Johnston, quien es escritor de una columna de chismes en el Comic Book Resources, llamado "Lying in the Gutters" (Situado en las Cunetas). Debido a la notoriedad y a que el lugar del crimen fue en una convención de cómics, hay una larga lista de sospechosos.

### Intern At Your Own Risk (Interno En Tu Propio Riesgo)
Kiyomi Hudson, de 15 años de edad, es una de las 5 jóvenes elegidas (y la única mujer) para internarse en la División CSI de Las Vegas, bajo la tutela de Grissom y Catherine. La joven sabe que su primer caso consiste en un brutal asesinato a otra joven niña, y que uno de sus compañeros internos puede saber más de lo que demuestra.

## Publicaciones

### IDW Publishing
Usualmente publicados como series limitadas, por IDW Publishing.
- CSI: Crime Scene Investigation:
  - "Thicker Than Blood" (por Jeff Mariotte, Gabriel Rodríguez, y Ashley Wood, One-shot, 48 páginas, IDW Publishing, 2003, ISBN 1-932382-09-7).
  - Serial (por Max Allan Collins, Ashley Wood y Gabriel Rodríguez, 2003, IDW Publishing, 2003 ISBN 1-932382-02-X Titan Books, 2004 ISBN 1-84023-771-6).
  - Bad Rap  (por Max Allan Collins, Gabriel Rodríguez y Ashley Wood, 2004, IDW Publishing, 2004, ISBN 1-932382-20-8, Titan Books, 2004, ISBN 1-84023-799-6).
  - Demon House (por Max Allan Collins, Ashley Wood y Gabriel Rodríguez, 2004, IDW Publishing, 2004, ISBN 1-932382-34-8, Titan Books, 2004, ISBN 1-84023-936-0).
  - Dominos (por Kris Oprisko, Steven Perkins y Gabriel Rodríguez, 2005, IDW Publishing, 2005, ISBN 1-932382-43-7, Titan Books, 2005, ISBN 1-84576-056-5).
  - Secret Identity (por Steven Grant, Steven Perkins y Gabriel Rodríguez, 2005, IDW Publishing, ISBN 1-933239-40-9).
  - Dying in the Gutters (por Steven Grant y Stephen Mooney, 2006, IDW Publishing, March 2007, ISBN 1-60010-048-1).
- CSI: Miami: Thou Shalt Not… (por Kris Oprisko, Renato Guedes, Steven Perkins y Ashley Wood , IDW Publishing, 2004 One-shot "Smoking Gun", "Thou Shalt Not" y "Blood/Money", 2005 ISBN 1-932382-54-2 Titan Books, 2005 ISBN 1-84576-003-4).[4]
- CSI: NY: Bloody Murder (por Max Allan Collins, J. K. Woodward y Steven Perkins, IDW Publishing, 2006 ISBN 1-933239-80-8).

### Tokyopop
Hasta la fecha, solo un libro ha sido publicado por Tokyopop, aunque la historia está abierta y podría generar secuelas.
- Intern At Your Own Risk (por Sekou Hamilton, Steven Cummings y Megumi Cummings, 2009, Tokyopop, 2009 ISBN 978-1-4278-1550-7).